# Boreczno
Boreczno (deutsch Schnellwalde) ist eine Ortschaft in der Woiwodschaft Ermland-Masuren im nordöstlichen Polen. Der Ort gehört zur Gmina Zalewo im Powiat Iławski.

## Geografie
Boreczno liegt in der Moränenlandschaft des Oberlands, etwa 10 Kilometer südöstlich von Zalewo. Die Umgebung des Ortes wird durch mehrere Seen geprägt. In unmittelbarer Nähe des Ortes befindet sich der Jezioro Piekło (deutsch Frauensee).

## Geschichte
Schnellwalde wurde vom Deutschen Orden als Hufenzinsdorf gegründet.

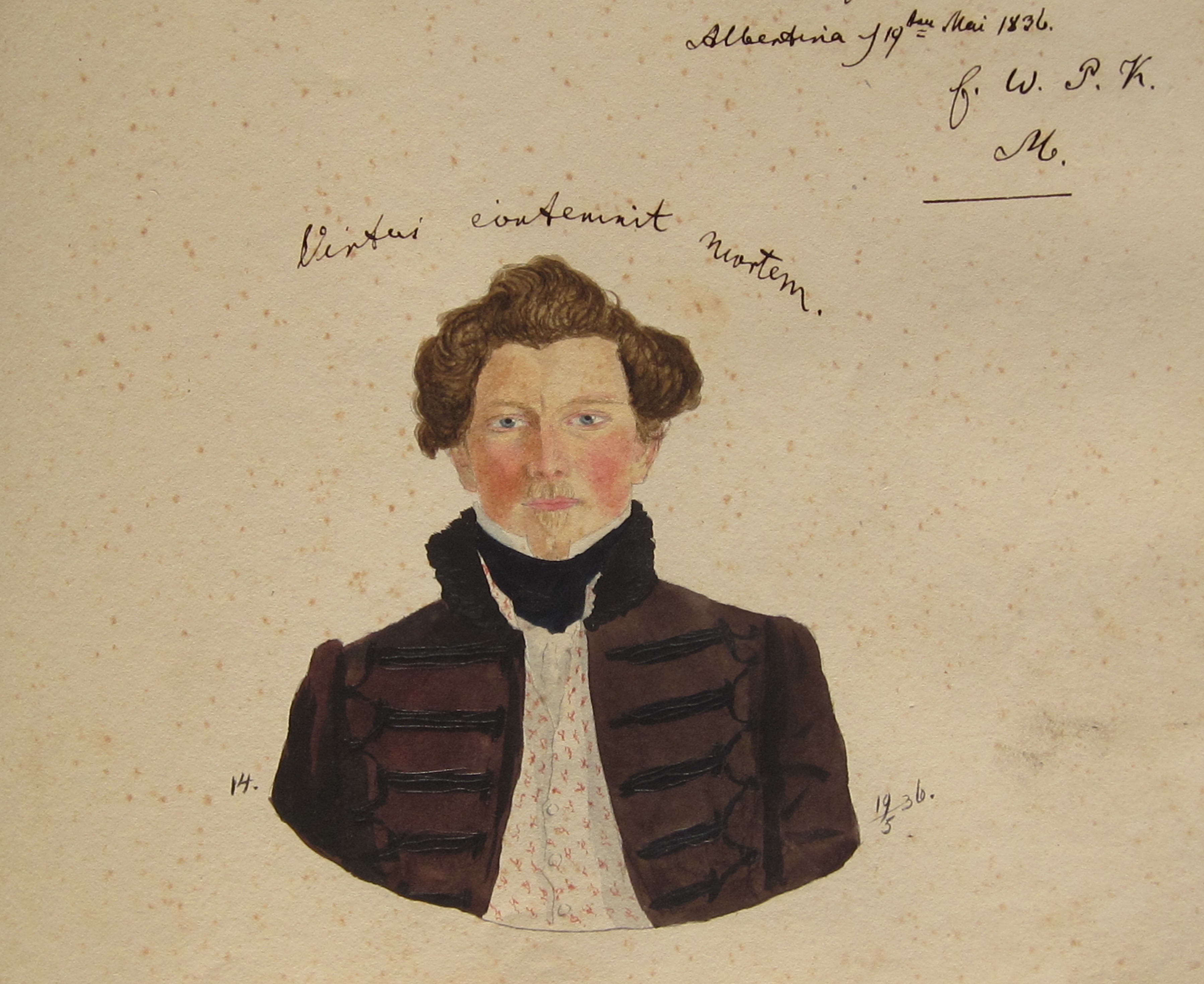
Friedrich Kellermann, später Pfarrer in Schnellwalde

Von 1525 bis 1945 war Schnellwalde der Sitz einer Evangelisch-Lutherischen Kirchengemeinde. Bis 1819 war sie dem Pomesanischen Konsistorium in Saalfeld unterstellt. Im Zuge der territorialen Neuorganisation Preußens nach den Befreiungskriegen wurde 1819 die evangelische Diözese Mohrungen gebildet, der Schnellwalde zugeschlagen wurde. Das Amt des Superintendenten wurde von Pfarrern im Nebenamt ausgeführt und war an keinen bestimmten Ort gebunden. So wurde die Diözese Mohrungen zwischen 1871 und 1877 von Schnellwalde aus verwaltet (Superintendent von Behr). Als 1902 die Diözese Saalfeld neugebildet wurde, wurde Schnellwalde dieser zugeschlagen.
Um 1900 gehörten zur Kirchengemeinde Schnellwalde die Orte Schnellwalde (Dorf und Gut), Albrechtswalde, Auer (Dorf und Gut), Bukowitzwerder, Chmilowken, Dittersdorf, Gablauken, Herrlichkeit, Groß Karnitten und Klein Karnitten, Kerpen (Dorf und Gut), Kraggenkrug, Leißnersberg, Lindenwerder, Nosewitz, Pieclo, Pomehlen, Adlig und Königlich Schliewe, Skittlauken, Skulten, Schönaich, Ulpitten, Weepers und Wilhelmswalde.
Der Pfarrer war gleichzeitig Ortsschulinspektor über die Volksschulen in Schnellwalde, Auer, Dittersdorf, Gr. Karnitten, Kerpen und Weepers, an denen insgesamt acht Lehrer angestellt waren.
Patron der Pfarrkirche war Freiherr von Albedyll-Karnitten. Die Gemeinde hatte etwa 2500 Mitglieder.
Das Pfarrarchiv von Schnellwalde ist für die Laufzeit 1802–1888 erhalten und bildet einen Bestand im Staatsarchiv Olsztyn.
1874 wurde die Landgemeinde Schnellwalde in den Amtsbezirk Karnitten im Kreis Mohrungen eingegliedert. Die Landgemeinde Albrechtswalde und der Gutsbezirk Schnellwalde wurden 1928 eingemeindet. Die Gemeinde Schnellwalde existierte in dieser Form bis 1945.

## Entwicklung seit 1945
Nach der Eingliederung in den polnischen Staat wurde Schnellwalde in Boreczno umbenannt.
Von 1946 bis 1954 existierte eine Gmina Boreczno im Powiat Morąskie in der Woiwodschaft Olsztyn. Von 1952 an wurde die Gmina in 15 Gromadas unterteilt: Boreczno, Duba, Dziśnity, Huta Wielka, Janiki Małe, Janiki Wielkie, Liksajny, Lisówka, Surbajny, Surzyki Wielkie, Śliwa, Urowo, Wielowieś, Wieprz und Winiec. Im Zuge der polnischen Verwaltungsreform wurde die Gmina 1954 aufgelöst. Als die Gminas 1973 wiederhergestellt wurden, konnte Boreczno davon nicht profitieren, sondern wurde der Gmina Zalewo angeschlossen.
Boreczno hat zentralörtliche Bedeutung für den südlichen Teil der Gmina Zalewo.
Es ist Sitz eines Schulzenamtes der Gmina Zalewo, zu dem noch Śliwa gehört.
Der Ort ist Sitz eines römisch-katholischen Pfarramts, von dem aus auch die Filialkirchen in Jaśkowo und Międzychód (Kapelle) verwaltet werden. Die Pfarrei gehört zum Dekanat Miłomłyn in der Diözese Elbing.
Im Jahr 2000 wurde die Grundschule durch einen großen Neubau erweitert.
Wichtiger Arbeitgeber ist eine Möbelfabrik.